# Liste der denkmalgeschützten Objekte in Flirsch
Die Liste der denkmalgeschützten Objekte in Flirsch enthält die 7 denkmalgeschützten, unbeweglichen Objekte der Gemeinde Flirsch im Bezirk Landeck.

## Denkmäler
| Foto |                 | Denkmal                                                                        | Standort                                      | Beschreibung | Metadaten |
| ---- | --------------- | ------------------------------------------------------------------------------ | --------------------------------------------- | --- | --- |
| ja   | Datei hochladen | Gemeindeamt „Draxl-Villa“ HERIS-ID: 78150 Objekt-ID: 91797 TKK: 81436          | Flirsch 109 Standort KG: Flirsch              | Die Villa Draxl wurde 1902–1904 als Villa für den Besitzer der Flirscher Lodenfabrik Draxl erbaut, 1968 von der Gemeinde angekauft und als Gemeindeamt mit Bücherei und Hausmeisterwohnung adaptiert. Der zweigeschoßige Villenbau mit Satteldach steht auf einem steinsichtigen Fundament, darüber Mauerbau mit Ortsteinquaderung, Erkern und Holzveranden, die Fenster mit Klappjalousien. Das in Holzbauweise gezimmerte Dachgeschoß hat einen Bundwerkgiebel und einen Söller. An der südöstlichen Traufseite ein dreigeschoßiger Risalit mit Walmdach und Dachreiter, dessen oberes Geschoß als Fachwerk ausgeführt ist. Im zweiten Obergeschoß befindet sich ein Sitzungszimmer mit originaler Holztäfelung und Kachelofen. | BDA-Hist.: Q38151524 Status: § 2a Stand der BDA-Liste: 2025-06-30 Name: Gemeindeamt „Draxl-Villa“ GstNr.: .221 Gemeindeamt Flirsch, Villa Draxl, Flirsch               |
| ja   | Datei hochladen | Kath. Pfarrkirche hl. Bartholomäus HERIS-ID: 55356 Objekt-ID: 63983 TKK: 29378 | gegenüber Flirsch 150 Standort KG: Flirsch    | Der barocke Kirchenbau mit Nordturm wurde nach einem Umbau im Jahre 1751 neu geweiht und 1811 nach Westen verlängert. Urkundlich 1385 erwähnt, 1891 zur Pfarrkirche erhoben. Deckengemälde von Josef Leopold Strickner aus dem Jahr 1812. Figuren von Josef Georg Witwer. Altarblatt Allegorie Erlösung der Armen Seelen von Franz Firler aus dem Jahr 1757. Orgel von Josef Behmann aus dem Jahr 1906. | BDA-Hist.: Q19902988 Status: § 2a Stand der BDA-Liste: 2025-06-30 Name: Kath. Pfarrkirche hl. Bartholomäus GstNr.: .1 Pfarrkirche Flirsch                              |
| ja   | Datei hochladen | Friedhof HERIS-ID: 78152 Objekt-ID: 91799 TKK: 81444                           | gegenüber Flirsch 150 Standort KG: Flirsch    | Der Friedhof umgibt die Pfarrkirche hl. Bartholomäus. | BDA-Hist.: Q38151544 Status: § 2a Stand der BDA-Liste: 2025-06-30 Name: Friedhof Flirsch GstNr.: 1 Friedhof Flirsch                                                    |
| ja   | Datei hochladen | Kriegerdenkmal HERIS-ID: 78151 Objekt-ID: 91798 TKK: 29395, 29396              | gegenüber Flirsch 150 Standort KG: Flirsch    | Das Kriegerdenkmal erstreckt sich links und rechts der Aufbahrungshalle. Die querrechteckige Steintafel für die Gefallenen des Ersten Weltkrieges zeigt eine Kartusche mit querovaler Inschriftentafel umgeben von reliefiertem Rankenwerk und wurde inschriftlich 1923 errichtet. Davor das Kriegerdenkmal des Zweiten Weltkrieges in Form einer freistehenden Steinskulptur eines bäuerlich gekleideten, knienden Mannes mit geneigtem Haupt, gezogenem Hut und Rosenkranz in Händen nach einem Entwurf von Albin Lanner aus dem Jahre 1950. Rechts der Aufbahrungshalle eine Kreuzigungsgruppe mit beidseitigen Inschriftentafeln für die Gefallenen der beiden Weltkriege.                                                    | BDA-Hist.: Q38151534 Status: § 2a Stand der BDA-Liste: 2025-06-30 Name: Kriegerdenkmal GstNr.: 1                                                                       |
| ja   | Datei hochladen | Widum Flirsch HERIS-ID: 55353 Objekt-ID: 63979 TKK: 29400                      | Flirsch 154 Standort KG: Flirsch              | Zweigeschoßiger Bau mit Krüppelwalmdach aus dem 18. Jahrhundert. | BDA-Hist.: Q38064915 Status: § 2a Stand der BDA-Liste: 2025-06-30 Name: Widum Flirsch GstNr.: 1882                                                                     |
| ja   | Datei hochladen | Totenkapelle HERIS-ID: 55354 Objekt-ID: 63980 TKK: 29394                       | neben Flirsch 160a Standort KG: Flirsch       | Die Totenkapelle mit Rundapsis westlich der Pfarrkirche hat einen Altar um 1730. Das Sgraffito an der Fassade stammt von Wolfgang Schennach aus dem Jahre 1970. | BDA-Hist.: Q38064934 Status: § 2a Stand der BDA-Liste: 2025-06-30 Name: Totenkapelle GstNr.: .2                                                                        |
| ja   | Datei hochladen | Lourdeskapelle und Lourdesgrotte HERIS-ID: 55355 Objekt-ID: 63981 TKK: 29372   | nordwestlich Flirsch 243 Standort KG: Flirsch | Die tonnengewölbte Lourdeskapelle nördlich oberhalb des Dorfes in einem Steilhang im Wald aus dem Jahr 1853 mit eingezogenem polygonalem Chor und Dachreiter mit Giebelspitzhelm hat an der Eingangsfassade ein Steinrelief Rosenkranzspende, an der Choraußenwand ein Reliefs mit Papst Pius IX. und Engel. Die Lourdesgrotte ist unterhalb an der Straße. | BDA-Hist.: Q38064942 Status: § 2a Stand der BDA-Liste: 2025-06-30 Name: Lourdeskapelle und Lourdesgrotte GstNr.: .225, 599/3 Lourdeskapelle und Lourdesgrotte, Flirsch |

## Ehemalige Denkmäler
| Foto |                 | Denkmal                                                            | Standort             | Beschreibung | Metadaten |
| ---- | --------------- | ------------------------------------------------------------------ | -------------------- | --- | --- |
| ja   | Datei hochladen | Straßenbrücke, Gondebachbrücke Objekt-ID: 91807 TKK: 29393bis 2015 | Standort KG: Flirsch | Die Hängesprengwerkbrücke unter holzgedecktem Satteldach, das Tragwerk auf Steinfundamenten gelagert, stammte aus der 1. Hälfte des 19. Jahrhunderts. Die Seitenteile waren mit Bretterschalung verkleidet. Beim Hochwasser 2005 wurde die Brücke weggerissen und im Anschluss durch eine nicht gedeckte Brücke ersetzt. | BDA-Hist.: Q96314585 Status: § 2a Stand der BDA-Liste: 2015-06-26 Name: Straßenbrücke, Gondebachbrücke GstNr.: 1788, 1790, 1799/3 |